# E. C. Segar
Elzie Crisler Segar, também conhecido abreviadamente como E. C. Segar (Chester, 8 de dezembro de 1894 – Santa Mônica, 13 de outubro de 1938), foi um cartunista norte-americano, mais conhecido por ser o criador de Popeye, personagem cuja fama o tornou parte da Cultura Pop que apareceu pela primeira vez na tirinha cômica Thimble Theatre, em seu jornal em 17 de janeiro de 1929.

## Biografia
Seus primeiros desenhos foram inspirados por filmes de Charlie Chaplin, que assistia enquanto trabalhava como projetor num cinema. Richard Felton Outcault o encorajou a enviar seus desenhos para a imprensa, e em 1916 publicou os primeiros pratos de alcaparras cômicas de Charlie Chaplin em Chicago. Dois anos mais tarde, em 1918 Segar passou no Chicago Evening American para o qual ele criou seu Looping da série.
Seu trabalho atraiu a atenção de Arthur Brisbane, o máximo responsável da King Features Syndicate, de propriedade do magnata Randolph Hearst. Ele recrutou para a agência, começou a publicar no New York Journal série Timble Theatre. Em 1929 ele criou Popeye como um personagem secundário nesta tira, mas o marinheiro rapidamente tomou o centro do palco, a ponto de tornar-se um dos mais famosos personagens de quadrinhos e animação de todos os tempos.
Para King Features Syndicate, ao lado Timble Theatre, ele criou a tira A Cinco Quinze (1920), que em 1926 mudou seu nome a Sappo. Ele morreu de leucemia em 13 de outubro de 1938, em Santa Mônica.